# Uwe Hentschel
Uwe Hentschel (Greifswald (Duitsland), 23 januari 1940 − 17 november 2017) was een hoogleraar aan de Universiteit Leiden.

## Biografie
Hentschel promoveerde in 1969 aan de Universiteit van Freiburg op Kognitive und affektive Aspekte verschieden starker Interferenzneigung. Eine experimentelle Untersuchung mit dem Farbpyramiden-Test. Op 29 mei 1986 werd hij benoemd tot hoogleraar aan de Universiteit Leiden welk ambt hij op 1 april 1987 aanvaardde; zijn leeropdracht was persoonlijkheidspsychologie, in het bijzonder klinische persoonlijkheidspsychologieën. Zijn inaugurele rede onder de titel Creativity as a personality variable sprak hij uit op 15 september 1987. Hij publiceerde vele artikelen op zijn vakgebied. In 2005 ging hij met emeritaat. Hij overleed eind 2017 op 77-jarige leeftijd.